# Vivir para contarla
Vivir para contarla (bra: Viver para contar; prt: Viver para Contá-la)

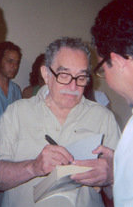
imagem de Gabriel garcia

é o primeiro de três volumes de relatos autobiográficos de Gabriel García Márquez, escritor colombiano laureado com o Prémio Nobel de Literatura em 1982. 
Publicado originalmente em 2002, conta a história da infância e juventude de García Márquez, entre 1927 e 1950, finalizando com a proposta de casamento a sua esposa. Está centrado especialmente em sua família, sua escola e seus primeiros anos como jornalista e escritor de contos. Também inclui referências a diversos acontecimentos de sua vida, que acabaram se refletindo de algum modo em sua obra, como o Massacre das Bananeiras que aparece em Cem anos de solidão. Também se refere àqueles amigos cuja vida e morte serviram de modelos para Crônica de uma Morte Anunciada, e a seus próprios pais, que serviram de inspiração para Amor nos Tempos do Cólera.